# Charles Thomas Jackson

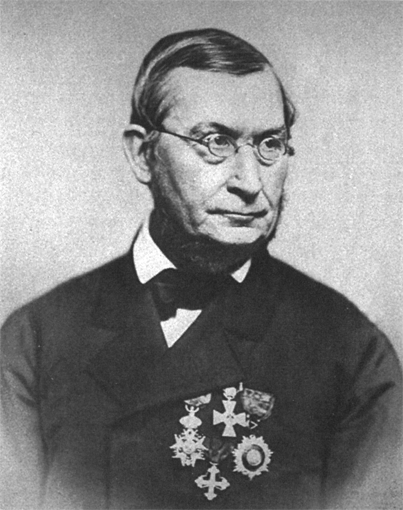
Charles T. Jackson

Charles Thomas Jackson (* 21. Juni 1805 in Plymouth, Massachusetts; † 28. August 1880 in Somerville, Massachusetts) war ein US-amerikanischer Mediziner, Chemiker, Geologe und Mineraloge. Er war einer der Pioniere der modernen Inhalationsnarkose.

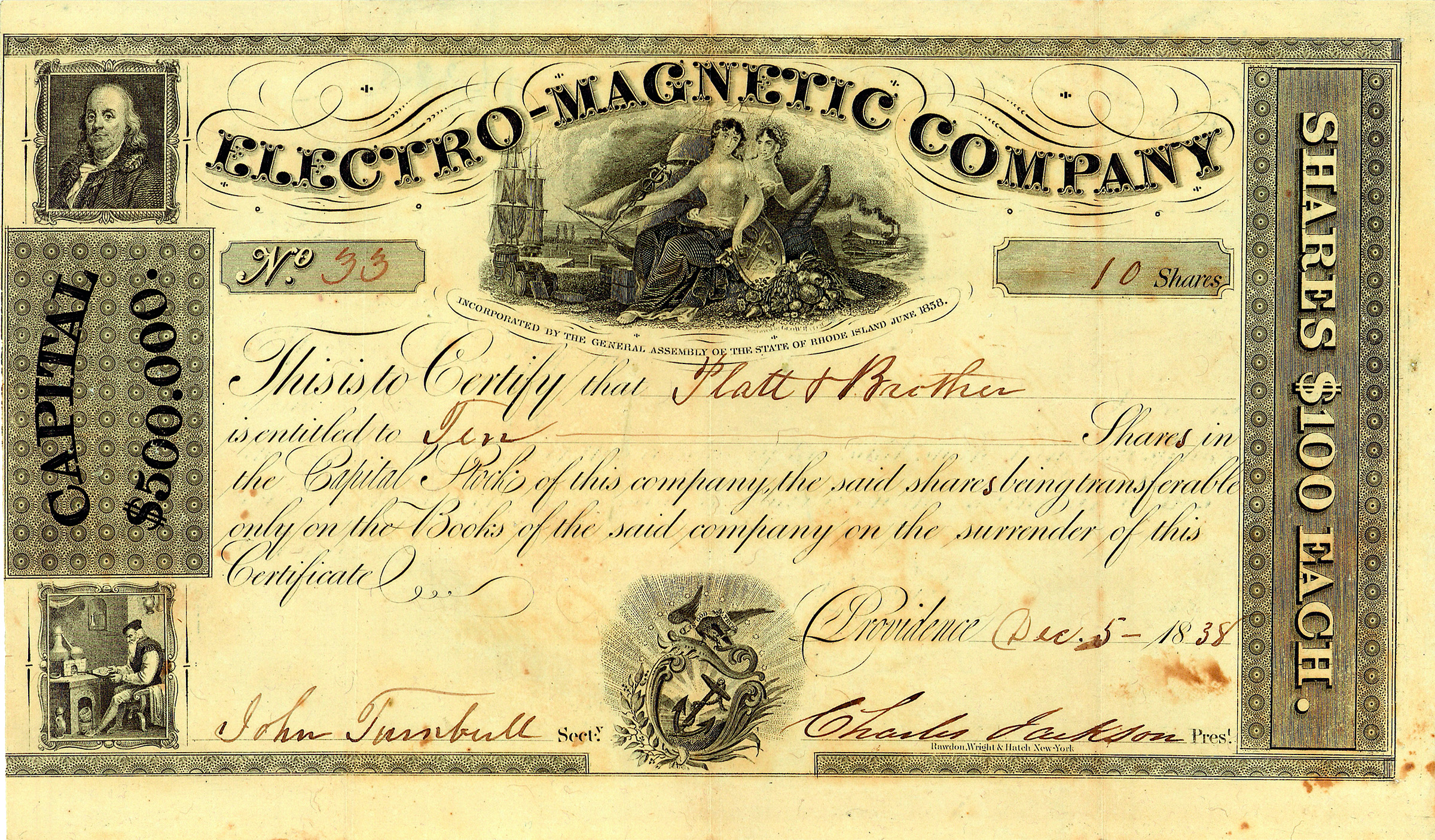
Aktie der 1838 von Charles Thomas Jackson gegründeten Electro-Magnetic Company zwecks Realisierung der Erfindung eines elektromagnetischen Schreibtelegrafen. Jackson behauptete stets der wahre Erfinder des Schreibtelegrafen zu sein.

## Wirken
Der Universalgelehrte Jackson ist unter anderem durch seine heftigen Prioritätstreitigkeiten mit Samuel F. B. Morse zum elektrischen Telegrafen sowie mit seinem Schüler an der Universität William Thomas Green Morton um die Anwendung der anästhetischen Wirkung von Ether bekannt geworden. Jackson wusste, dass lokal aufgetragener Schwefeläther schmerzstillend wirkt, was ihn dazu veranlasste den Äther auch an Hunden und sich selbst zur Herbeiführung von Schlaf zu erproben. Um Patienten mit Äther schmerzfrei zu machen, hatte er Morton empfohlen, Schwefeläther dazu zu benutzen. Zu dessen Anwendung erfand Morton das erste halboffene Narkosesystem und am 16. Oktober 1846 fand dessen erste öffentliche und erfolgreiche Demonstration und damit der Beginn der modernen Anästhesie statt. 1837 wurde Jackson in die American Academy of Arts and Sciences gewählt.
Nach dem jahrelangen Streit um die Entdeckung der Äthernarkose mit Morton wurde Jackson um 1873 geisteskrank und musste von da an den Rest seines Lebens in einer psychiatrischen Anstalt verbringen.

## Schriften (Auswahl)
- mit Francis Alger: Remarks on the mineralogy and geology of the peninsula of Nova Scotia, accompanied by a colored map, illustrative of the structure of the country, and by several views of its scenery. 1832.
- A manual of etherization: containing directions for the employment of ether, chloroform, and other anæsthetic agents, by inhalation, in surgical operations: with instructions for the preparation of ether and chloroform, and for testing them for impurities: comprising, also, a brief history of the discovery of anæsthesia. 1861.